# 玛丽亚·特蕾西亚大街

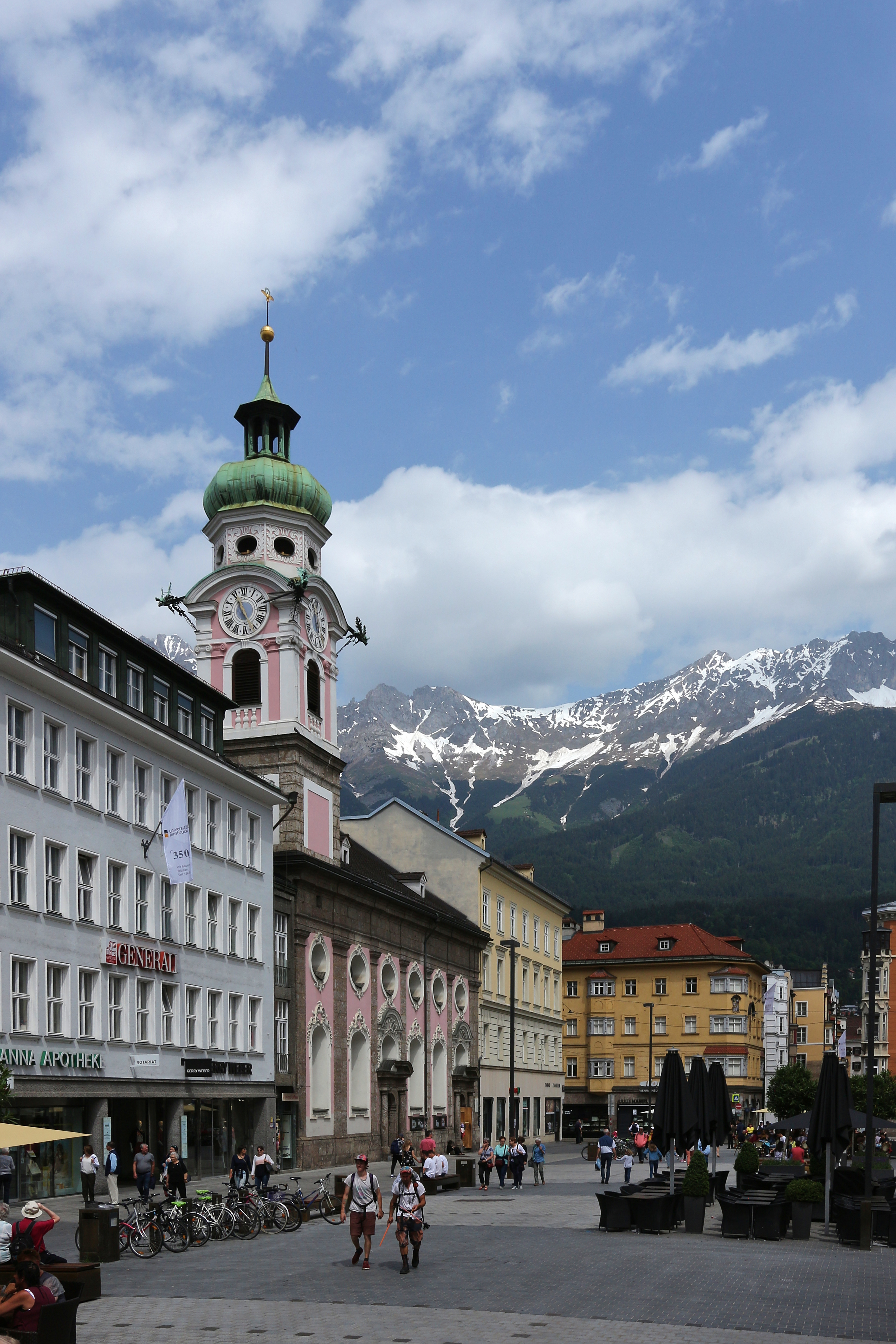
玛丽亚·特蕾西亚大街

玛丽亚·特蕾西亚大街（Maria-Theresien-Straße）以神圣罗马帝国皇帝弗朗茨一世的妻子玛丽亚·特蕾西亚女王命名，是因斯布鲁克市中心一条宽阔的、略微弯曲的购物街，该市最繁华的街道之一。
玛丽亚·特蕾西亚大街的南端是凯旋门，向北通往老城。

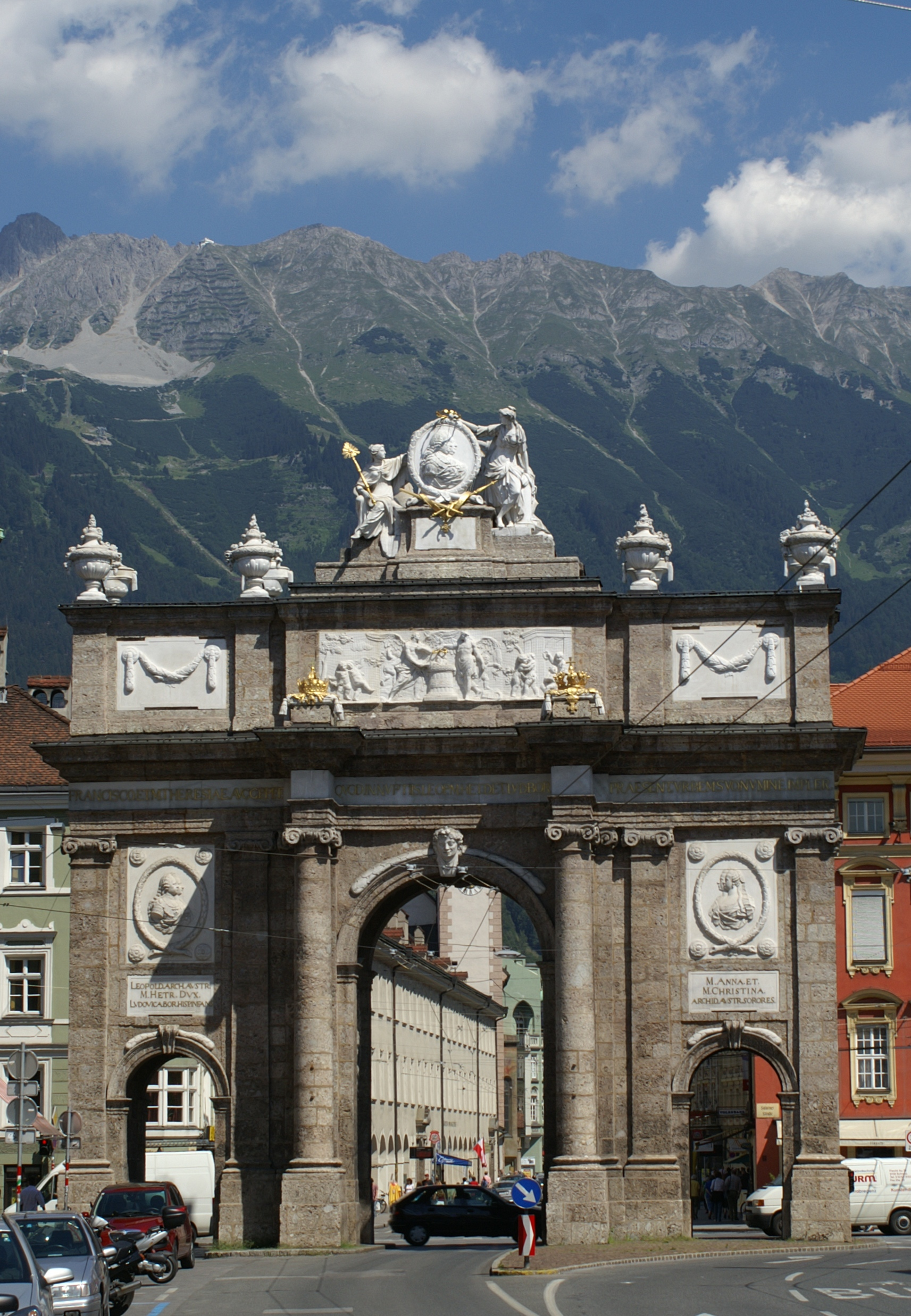
凯旋门
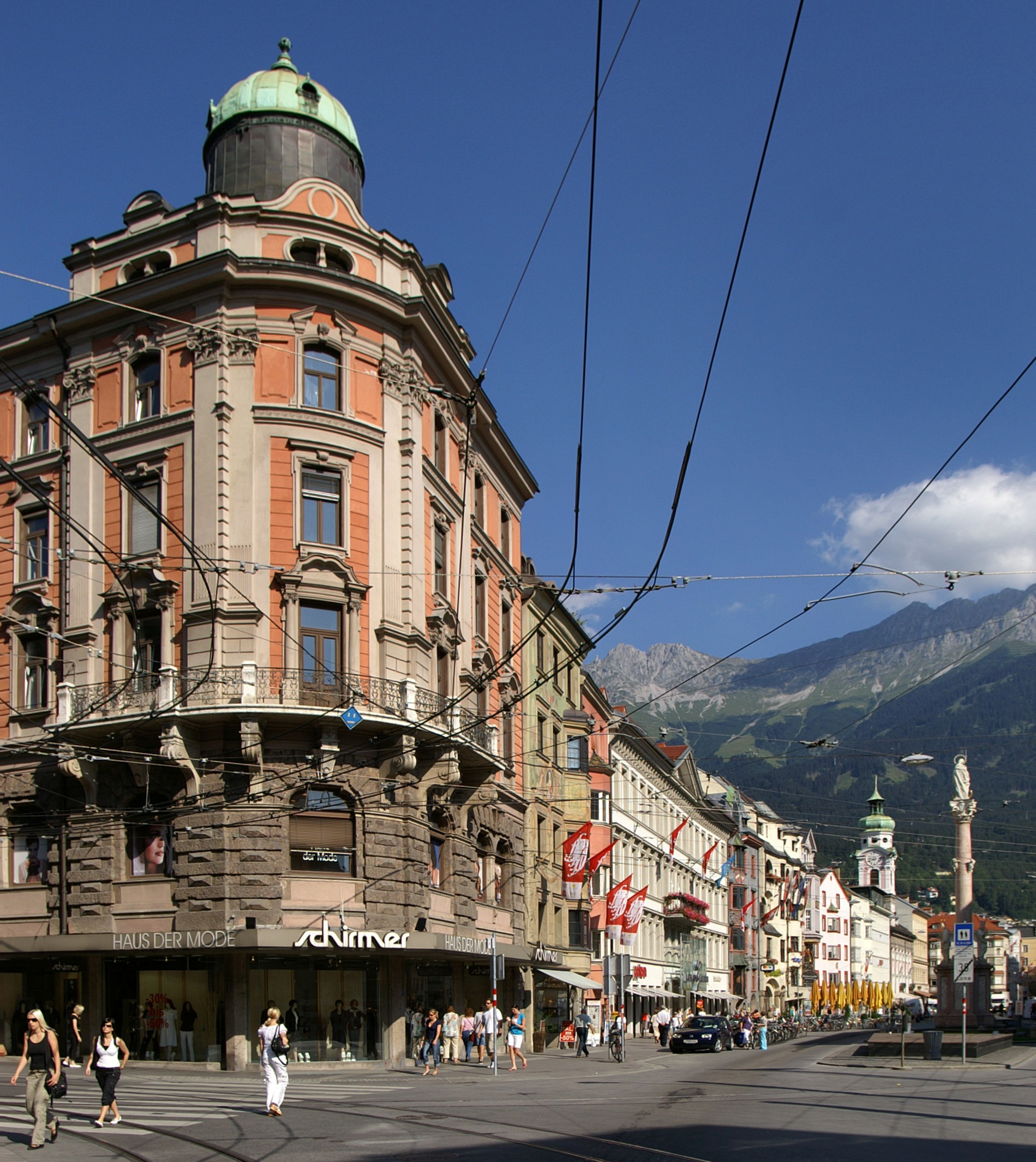
玛丽亚·特蕾西亚大街
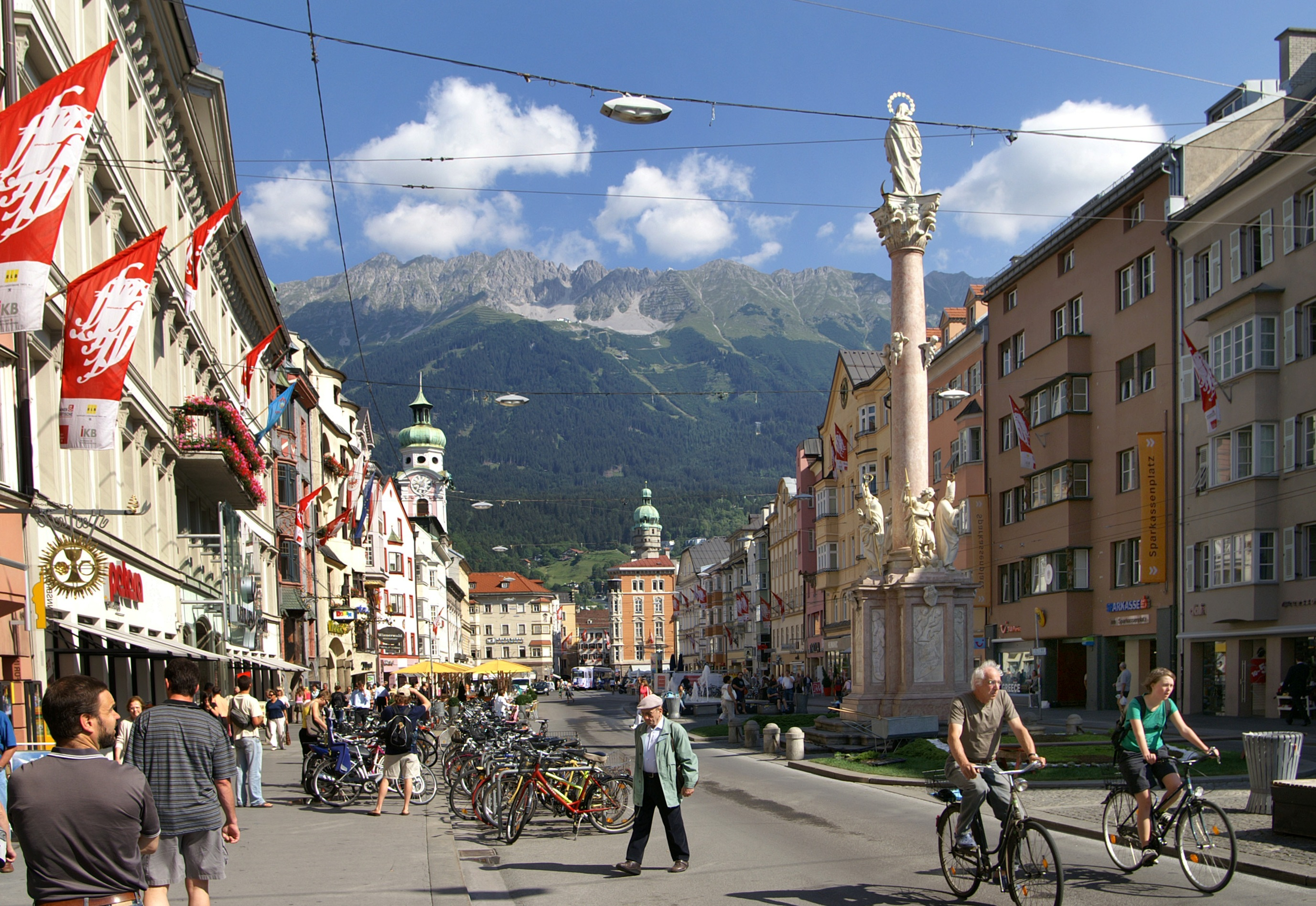
安娜柱、医院教堂、城市塔
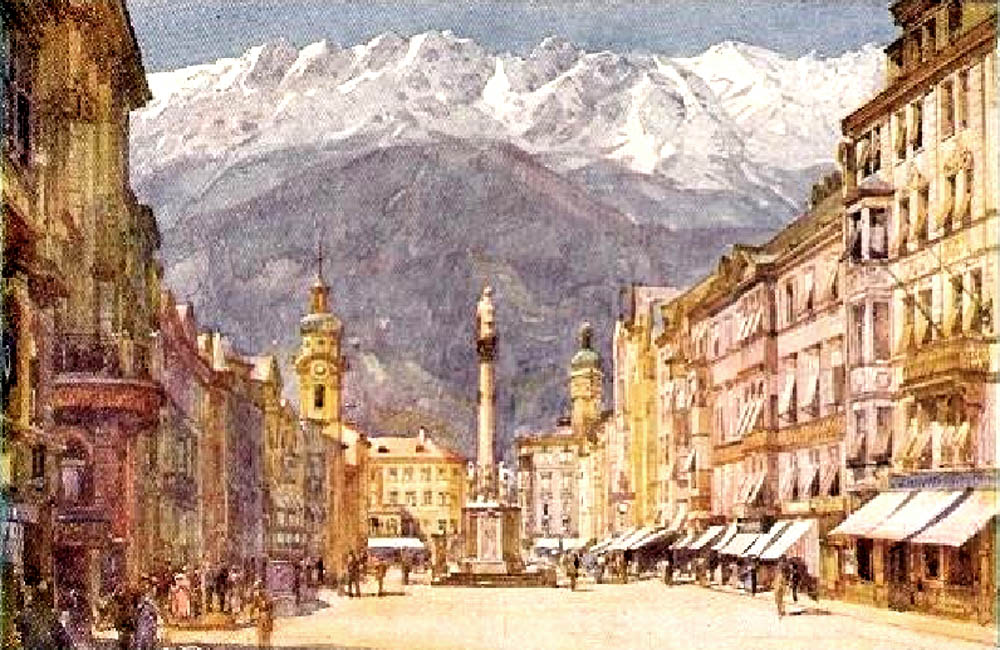
1900年
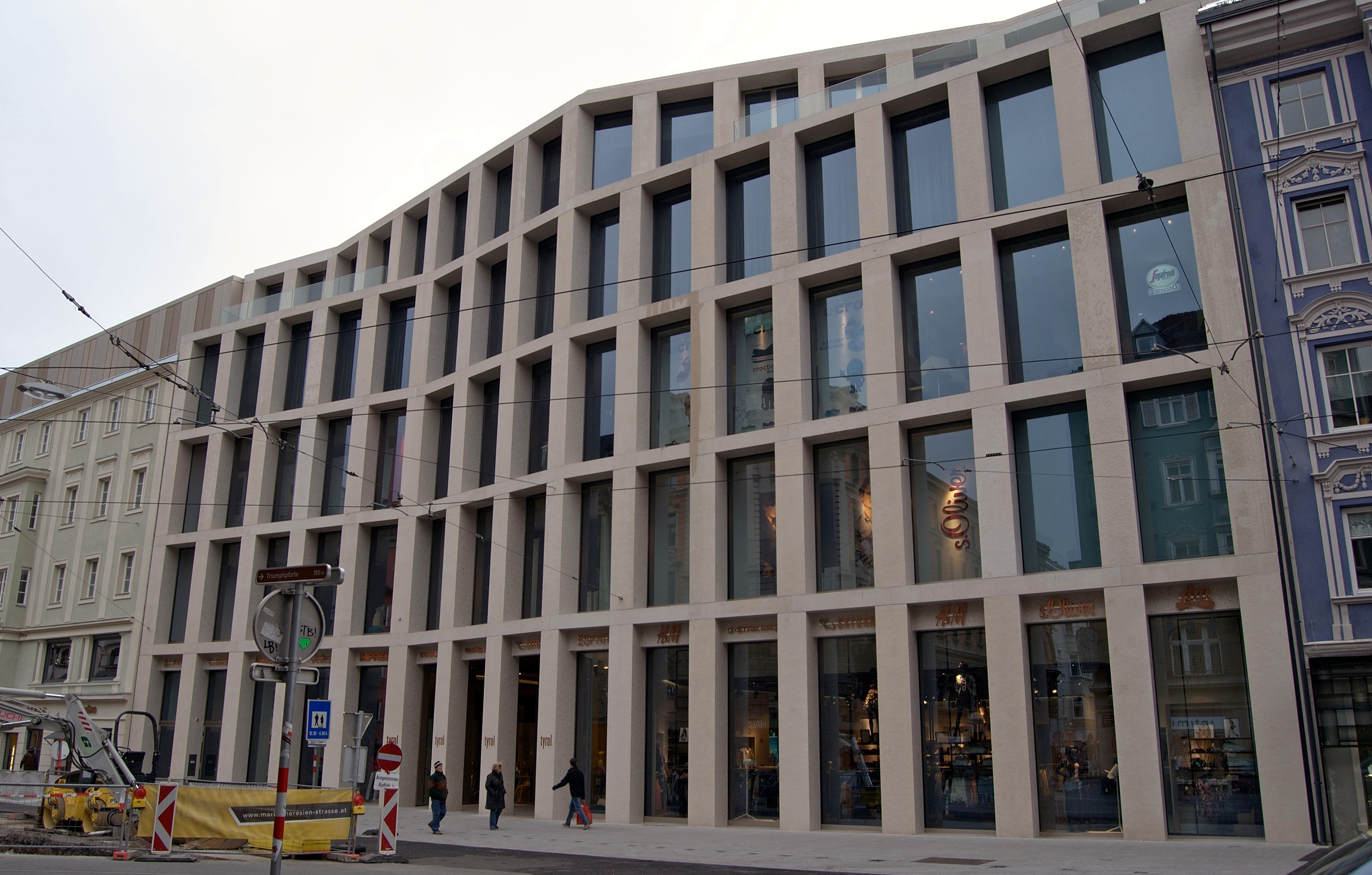
Kaufhaus Tyrol